# 2007年黎巴嫩武装冲突
2007年黎巴嫩武装冲突爆发于2007年5月20日，冲突双方为伊斯兰民兵组织伊斯兰法塔赫和黎巴嫩军隊，冲突地点巴里德河难民营为联合国近东巴勒斯坦难民救济和工程处在的黎波里附近的难民营。这是继1975年至1990年黎巴嫩内战后最为严重的内部冲突。这场冲突基本是围绕着被围困的巴里德河难民营进行的，但是在南黎巴嫩的Ain al-Hilweh难民营也有小范围冲突发生，并且在黎巴嫩首都贝鲁特发生了多起恐怖袭击事件。冲突结束于2007年9月。

## 巴里德河难民营概况
在黎巴嫩居住着超过40万名巴勒斯坦难民，其中大约21万5000人居住在难民营中，这其中包括了1948年第一次中东战争之后逃离以色列的难民的后代。1962年，巴勒斯坦人被黎巴嫩政府一律认定为外国人，不管这些人在黎巴嫩居住了多久。非黎巴嫩公民—这其中包括了这些难民，在超过70种技术性工作上受到限制，直到2005年新的法规允许向这些人开放50种技术性工作。
黎巴嫩内战使得黎巴嫩政府与大部分黎巴嫩民众对这些巴勒斯坦人很不信任，因为这些难民卷入了黎巴嫩内战。但是，在1969年开罗协议中（这项协议在80年代中期被黎巴嫩议会废除，但黎巴嫩仍旧遵循），政府军不得进入难民营。营区内的居民现在依旧拒绝返回他们的家乡，也不愿意移居到别的阿拉伯国家，
巴里德河难民营位于的黎波里以北16公里处，靠近滨海公路，大约30000名流离失所的巴勒斯坦人居住在营内。
这座难民营自从2007年2月就一直受到监管。当时在比克法亚附近一个以基督教徒为主的村庄Ain Alak，两辆巴士遭到炸弹袭击，而以巴里德河难民营为根据地的民兵组织“伊斯兰法塔赫”被指责实施了这次袭击。

## 冲突时间表

### 5月20日：的黎波里和巴里德河难民营的冲突爆发
冲突开始于当天早上的一次警方突袭行动之后。当时警察搜查了的黎波里的一处房屋，这座房屋显然被来自伊斯兰法塔赫的武装分子使用。武装分子随后向黎巴嫩安全部队开火，安全部队进行了还击，引发了的黎波里附近巴里德河难民营内的武装冲突。房屋内的武装分子拒捕，冲突还蔓延到了邻近街区。随后民兵武装攻击了难民营入口处的一处黎巴嫩政府军哨所，趁士兵熟睡时杀死了27名士兵，夺取多辆车辆，还杀死了多名前来援救政府军的平民。

### 5月21日至31日：巴里德河难民营被政府军包围
尽管双方在讨论停火，伊斯兰法塔赫的民兵继续在难民营外围与政府军交战，而政府军的坦克和火炮继续炮击营区内的武装分子据点。此时难民营已经完全被政府军包围，政府军也派遣了更多的士兵以及坦克和装甲运兵车。一些军事援助运抵贝鲁特机场，这些军事援助主要来自美国。当地媒体报道说，运输机装载的武器装备包括弹药、防弹衣、头盔和夜视装备等。不少黎巴嫩官员担心，如黎军队进攻难民营内的巴勒斯坦武装人员，将伤及大量无辜平民，并招致报复行动。

### 6月1日至2日：政府军第一次进攻
坦克大批集结在难民营外围，并发动第一次地面攻势。战斗主要集中在难民营南边和北边入口。至少有19人在战斗中丧生，其中包括3名政府军士兵。至少19人死亡，其中包括3名士兵。 死者中包括一名伊斯兰法塔赫的高级领导人Abu Riyadh，他是被一名政府军狙击手击毙的。在战斗持续48小时后，战斗结束，政府军撤退。

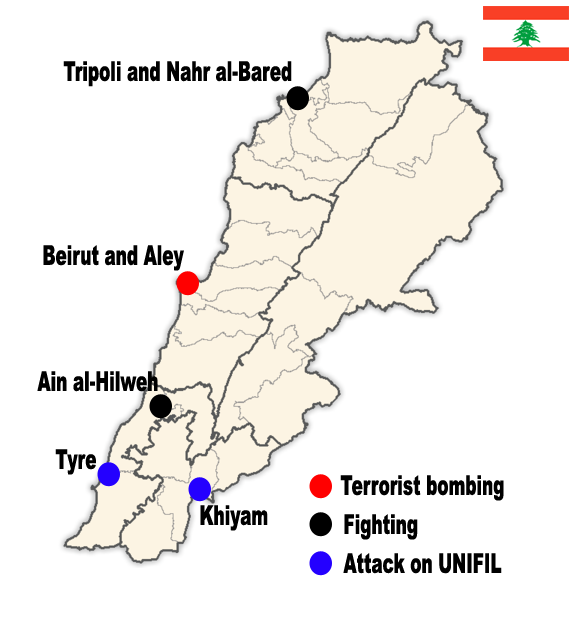
冲突发生地点

### 6月9日至12日：政府军第二次进攻
在调解失败，没有说服伊斯兰法塔赫投降之后，政府军再次进攻难民营。政府军在推进50米后因为伤亡惨重而被迫停止行动。政府军的伤亡主要来自伊斯兰法塔赫设置的诡雷以及政府军没有及时清除的伊斯兰法塔赫的据点。总计有29人在24小时内丧生，其中包括11名政府军，16名伊斯兰法塔赫民兵和2名平民。还有100名政府军士兵受伤。很多战斗都是在近距离发生，甚至是几乎面对面的交火。
6月11日，两名黎巴嫩红十字会成员在难民营外疏散平民時丧生。6月12日，黎巴嫩政府军继续进攻，从伊斯兰法塔赫手中夺取了两处关键据点，其中一处位于营区靠近海岸的地方。

### 6月16日至19日：政府军第三次进攻
黎巴嫩政府军继续进攻，并猛烈轰炸营区。6月16日，两架“小羚羊”直升机向营区内疑似武装分子的据点发射了四枚空对地导弹。 在48小时内政府军成功攻占了另外六处伊斯兰法塔赫的据点。在此时政府军唯一的目标就是摧毁难民营外围所有的武装分子据点，但政府军无意推进到难民营内。6月19日，政府军终于成功拿下所有武装分子的主要据点。营区内较新部分内所有驻扎有伊斯兰法塔赫武装分子的建筑都被政府军攻占。在新一轮的攻势中政府军有7名士兵丧生。

### 6月21日：政府军攻占难民营外围
6月21日，黎巴嫩国防部发表声明，宣布难民营外围所有伊斯兰法塔赫的阵地都已被政府军攻占或摧毁，这些阵地之前被民兵武装用作攻击政府军。现在只剩下营区中心的阵地还被伊斯兰法塔赫的武装分子占据着，这些阵地对政府军没有威胁，并且政府军无意攻入营区中心。这项声明表明政府军打击伊斯兰法塔赫的行动告一段落。但是之后几天还是有激烈战斗爆发。

### 6月24日至28日：的黎波里和巴里德河难民营发生新的冲突
6月24日，自5月20日冲突爆发以来在的黎波里首次爆发冲突，当时政府军突袭了一处伊斯兰武装分子在一座公寓楼内的非法拘禁点，战斗导致12人丧生。在死者中有7名并不隶属于伊斯兰法塔赫组织的民兵、1名政府军士兵、1名警察和3名平民。还有14名政府军士兵受伤。
6月28日，政府军在的黎波里以南山区的一处洞穴发现有伊斯兰法塔赫武装分子并与之交战。交战中5名伊斯兰法塔赫成员丧生。

### 7月12日至24日：政府军第四次进攻
7月12日，在短暂平静之后，政府军发动了一次新的攻击，攻击针对的是营区中心地区，这些地区是伊斯兰法塔赫组织在巴里德河难民营最后的据点。政府军恢复了对难民营的轰炸，地面部队与武装分子展开激烈巷战。政府军与武装分子在营区废墟的激战导致33名政府军丧生，93人受伤。伊斯兰法塔赫的民兵在这些废墟中布置兵力，并且营内很多地方被他们设置了诡雷。
7月14日，武装分子向营区周围的村镇发射喀秋莎火箭弹，导致战斗升级。1名平民丧生，多人受伤。
7月16日，政府军攻占了营区南面的一座小山，这座小山具有很高的战略地位。
截止7月20日，在营内伊斯兰法塔赫组织只在营区南面控制了300平方码的地盘。政府军减缓了推进速度，直到拆除了武装分子设置在废墟中的数十个诡雷。

### 7月25日至8月13日：政府军第五次进攻
政府军士兵在火炮及坦克的掩护下进入战区。一名目击者声称这是他看到的对叛乱分子据点最猛烈的一次炮击。来自黎巴嫩方面的消息称政府军已经准备发动最后的进攻以攻占叛乱分子最后的地盘。在这一地区据称还有130人，其中大约70名武装分子和60名平民。作为回击，武装分子向难民营附近的村庄发射了多枚喀秋莎火箭弹。
7月28日，在营区内一处被武装分子夺回的小块区域被政府军攻占，区域内的8名武装分子被击毙。突袭有精英部队发动。火炮和装甲车开进营区以摧毁加固的建筑物、碉堡和地道。Michel Sulaiman将军声称政府军的胜利指日可待。
8月2日，伊斯兰法塔赫的副指挥官Abu Hureira在在Abu Samra 被击毙。但是他向一处警察哨卡开火以试图逃过警察的围捕，最终在交火中被击毙。.
8月8日，据报道政府军的推进由于腐败尸体的恶臭而受阻。这些尸体是被击毙的武装分子发出的，在被击毙数周后仍未被掩埋。据说恶臭非常严重以至于人们无法呼吸。.

### 8月17日至23日：第六次政府军进攻
作为对最后攻击做的准备，政府军的“小羚羊”直升机接连几天对武装分子的阵地和碉堡进行轰炸。8月17日，政府军继续推进。在8月24日双方达成停火，以使得武装分子的63名家属，其中包括25名分子和38名儿童离开难民营。这使得政府军能够有机会对武装分子进行最后的猛攻。政府军认为在营区内此时只有70名武装分子，而事实上有将近100名武装分子还在坚守。第二天空袭继续。

### 8月30日至9月3日：政府军最后的攻击以及攻占难民营
在平民撤离以及持续将近一周的武装直升机轰炸之后，在8月30日双反继续激战。随着政府军的推进深入到了营区内道路较为曲折的部分，双方发生了更多的近距离巷战。在此时武装分子大部分的地下掩体以及被政府军攻占，但是武装分子仍旧在碉堡和营区废墟中坚守。在政府军最后进攻阶段，伊斯兰法塔赫一直在请求停火以使得他们将35名受伤的武装分子撤出营区，但政府军并没有采纳。
9月1日，政府军成功占领Shaker al-Abssi及其副手Abu Hureira的家，但Shaker al-Abssi的下落还是不明。
9月2日，武装分子发起一次联合行动，试图逃离巴里德河难民营。战斗开始于武装分子向东端和南端的政府军检查站发起攻击。武装分子还得到来自营外的帮助。对营区东端的进攻开始于一辆奔驰轿车在4:00左右冲过政府军检查站，随后向政府军开火，同时武装分子从难民营内部发动攻击。与此同时，武装分子向营区南端另一处检查站发动进攻。这些武装分子中有人是穿着者政府军的制服。这些武装分子正试图冲出重围。其中一伙武装分子试图从海上逃跑，但最终都被政府军击毙或俘获。另一伙武装分子试图从营区北边逃跑，但结局与前一伙相同。伊斯兰法塔赫领导Shaker
al-Abssi据信在第三伙武装分子中。这伙武装分子沿着一条营区东南部 与Ayun al-Samak 村之间流淌的小河的河床逃跑，试图逃向远处的山区。这伙武装分子中多名成员被击毙，但大多数成功逃脱。整个伊斯兰法塔赫的领导团队据信成功逃脱政府军的围剿。不久之后，据证实Shaker
al-Abssi在武装分子发动突围行动一天之前已经逃离难民营，但他的下落仍不明。政府军声称总共有35名武装分子成功突破封锁线逃离难民营，但其中的大部分在之后几天被击毙或抓获。当天的战斗从黎明持续到中午，政府军与武装分子在建筑物、农田和难民营四周的道路交战。总计有38名武装分子、5名士兵和1名平民在战斗中丧生，还有24名武装分子被抓获。难民营最终于11:00被政府军攻占。
随着政府军获胜的消息传开，在附近的村庄传出了庆祝的枪声。大量居民聚集在Mohammara的街道上，在政府军士兵路过这一地区是挥舞着黎巴嫩国旗并鸣响汽车喇叭，而政府军士兵也打着胜利的手势。
9月3日，黎巴嫩政府军在临近难民营的地区击毙4名武装分子并抓获2名。营区内残存的武装分子向搜寻漏网武装分子的政府军士兵开火，打伤2人并迫使政府军撤退。但最终这些人被持续超过1个小时炮火所击毙。在营区内有6名被击毙的武装分子的尸体被发现。
难民营附近的零星交火持续到9月7日。之后黎巴嫩政府宣布战斗以政府军获胜告终。

## 冲突期间发生在贝鲁特及其周围的炸弹袭击事件
5月21日：伊斯兰法塔赫宣布对两起发生在贝鲁特的爆炸负责。 但该组织的一名发言人随后否认该组织对爆炸袭击事件负责。
第三次爆炸袭击事件被黎巴嫩当局挫败。黎巴嫩政府在贝鲁特东北一个名为Mansouriyeh的基督教徒社区抓获一名巴勒斯坦人和一名埃及人，这两人携带者装满炸药的背包。

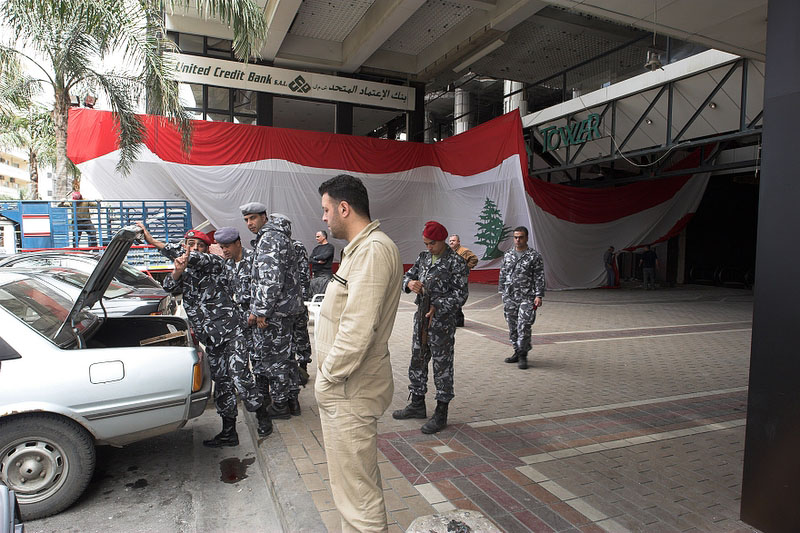
袭击发生之后安全部队在现场戒备

5月23日：在贝鲁特东北17公里一座以德鲁兹派为主的小镇Aley的一座主要政府建筑附近发生一起爆炸。据报道在爆炸中5人受伤，一些建筑物受损。安全部队声称炸弹装在一个包中，并被放置在商业区附近的一处建筑前。
5月27日：贝鲁特的一个主要穆斯林聚居区发生一起手榴弹袭击事件，2名警察和2名平民受伤。
6月13日，在贝鲁特靠海的al-Manara区发生一起汽车炸弹袭击事件，导致隶属于未来阵线的议会成员Walid  Eido丧生。未来阵线是一个反对叙利亚对黎巴嫩影响的党派。Walid Eido最年长的儿子Khaled Eido及两名保镖以及6名平民也一同遇难。
这起爆炸可能与北部的冲突有关，也可能和拉菲克·哈里里遇袭事件之后的一系列针对黎巴嫩反叙利亚人士的爆炸袭击和暗杀有关。

## 针对联合国维和部队的袭击
6月24日，一辆隶属于联合国驻黎巴嫩临时部队的装甲运兵车在靠近黎以边境遭到汽车炸弹袭击，6名西班牙士兵丧生，2名士兵受伤，黎巴嫩政府和黎巴嫩真主党同时谴责这次袭击事件。从被捕的武装分子口中搜集到的情报表明武装分子正策划针对驻扎在黎以边境的联合国维和部队的袭击。同样，伊斯兰法塔赫组织声称如果针对巴里德河难民营的攻击不停止，他们将对黎巴嫩北部以外的地区进行袭击。基地组织也发表声明，声称将对黎以边境的联合国部队进行袭击。

## 伤亡情况
至少有446人，其中包括168名政府军士兵，226名武装分子在持续105天的围困战中丧生。大约400到500名政府军士兵受伤，超过215名武装分子被抓获。
在贝鲁特及其周边地区的恐怖袭击中2名黎巴嫩平民丧生。在Ain al-Hilweh难民营有2名士兵和5名武装分子被击毙。7名不隶属于伊斯兰法塔赫的武装分子在的黎波里的一次突袭中被击毙。在黎以边境的炸弹袭击中，6名联合国维和士兵丧生，2人受伤。
54名平民在巴里德河难民营及的黎波里的战斗中丧生，其中47人是巴勒斯坦人。
居住在巴里德河难民营的31000名巴勒斯坦难民中的大部分逃离战区，前往该国的其他难民营。

## 各方反应
- 黎巴嫩总理福阿德·西尼乌拉指责伊斯兰法塔赫试图打乱国家秩序。[30] 总统埃米勒·拉胡德呼吁全体黎巴嫩人团结在军方周围。[31] 内政部长 Hasan al-Sabaa将伊斯兰法塔赫形容为“叙利亚情报机构的工具。”警察部队指挥官Ashraf Rifi少将声称伊斯兰法塔赫受到叙利亚政府控制。社会事务部长Nayla Mouawad说伊斯兰法塔赫“效忠于叙利亚政府并且只听命于叙利亚。”[32] 经贸部长Sami Haddad对BBC说黎巴嫩政府怀疑叙利亚政府策划了这次暴力冲突。.[26]Sami Haddad还请求国际社会提供资金和援助一帮助黎巴嫩政府打击武装分子。他声明：“我借此机会向全世界我们的朋友—阿拉伯国家和西方盟友国家—呼吁向我们提供后勤和军事装备上的援助。” [32] 总理福阿德·西尼乌拉的高级顾问Mohamed Chatah声明黎巴嫩内阁宣布完全支持军事行动以结束战斗。Mohamed Chatah说：“黎巴嫩安全部队只针对武装分子，不会在难民营内随意开火。”[32]根据黎巴嫩前驻美大使Khalil Makkawi的说法，难民营内生存条件的恶化主要是由于伊斯兰法塔赫势力的扩张。[32]德鲁兹派领导人Walid Jumblatt，同时也是黎巴嫩政府的支持者，说“对军事解决冲突没有意见，但希望将杀人犯交给黎巴嫩司法系统处理。”[27]基督教团体领袖 Samir Geagea说伊斯兰法塔赫是叙利亚情报机构的代理人并且必须停止他们的恐怖主义活动。[33]
- 伊斯兰法塔赫发言人Abu Salim对半岛电视台说该组织完全是为了自卫。在一次采访中，Abu Salim对半岛电视台说：“我们是被迫卷入与黎巴嫩政府军的战斗。”[32]伊斯兰法塔赫领导人Shaker al-Abssi在6月告诉半岛电视台，他们组织和基地组织以及叙利亚没有关系，他的组织寻求根据伊斯兰教教法重建巴勒斯坦难民营。[32]在一段伊斯兰法塔赫放出的视频中，Shaker al-Abssi拒绝投降。他说“逊尼派将作为与犹太人、美国及其盟友战斗的先锋。”[27]

- 在暴力冲突发生后不久，叙利亚出于安全原因暂时关闭了两处叙利亚与黎巴嫩北部的两个过境通道。[8] 叙利亚领导人否认煽动了暴力事件。[32]叙利亚驻美大使巴沙尔·贾法里否认叙利亚与伊斯兰法塔赫有关联，并声称该组织的一些成员因为支持基地组织而被关押在叙利亚的监狱中。[26]

- 巴勒斯坦解放组织驻黎巴嫩代表阿巴斯·齐基23日在贝鲁特说，巴解组织不反对黎巴嫩安全部队进入黎北部“巴里德河”巴勒斯坦难民营清剿武装分子。齐基说，巴解组织尊重黎巴嫩的国家主权，尊重黎巴嫩政府为维护国家最高利益所做出的决定

- 黎巴嫩真主党将类似基地组织和伊斯兰法塔赫这样的逊尼派极端组织视作敌人，但在一场庆祝以色列从黎巴嫩撤军7周年的纪念活动中，黎巴嫩真主党的领导人纳斯鲁拉呼吁黎巴嫩政府不要进攻巴里德河难民营和伊斯兰法塔赫组织。他呼吁双方通过政治渠道解决冲突。纳斯鲁拉说“巴里德河难民营和巴勒斯坦平民是一条红线，我们不会承认或为进攻巴勒斯坦人提供帮助，也不会参与进去。”纳斯鲁拉还批评了针对黎巴嫩政府军的袭击：“黎巴嫩政府军是黎巴嫩安全。稳定和国家团结的守卫者。我们应当将黎巴嫩军队视作能够保卫国家安全和稳定的唯一机构。”纳斯鲁拉警告说，目前的局势有可能使黎巴嫩卷入美国与“基地”组织的战争，并威胁黎巴嫩的稳定。纳斯鲁拉还就美军25日为黎军空运大批军事设施一事警告当局，称这是一个危险信号，要小心美国对黎巴嫩的干涉。

- 美国总统布什声明表示伊斯兰极端主义必须被终结。他说道“动摇年轻民主政权的极端主义必须被遏制。”美国国务院否认长达数周的暴力冲突与试图建立国际法庭调查2005年黎巴嫩前总理拉菲克·哈里里遇刺事件有关。